# Aalborg Midtby
Aalborg Midtby (også kaldet Aalborg City) er Aalborgs mest centrale bydel, mellem Limfjorden mod nord, Øgadekvarteret mod øst, Kærby mod syd og Vestbyen mod vest. Der er 12.366 indbyggere (2020) i Aalborg Midtby.
Aalborg Midtby gennemgår en byomdannelsesproces ved Aalborg Havnefront, hvor bydelen omdannes fra traditionel industri til en moderne uddannelses- og vidensby. På havnefronten findes bl.a. Utzon Center og Musikkens Hus
Der er flere lokalområder i Aalborg Midtby. Godsbanen og Østre Havn er nye kvarterer/områder, som før var industriområder. Disse områder indeholder flere uddannelsesinstitutioner, kulturhuse og boliger til universitetsstuderende. I den østlige del af Aalborg Midtby findes Nordkraft, Musikkens Hus, Hovedbiblioteket og Karolinelund.
Teaterkvarteret er et nyt navn til et gammelt kvarter i den vestlige del af Aalborg Centrum. I kvarteret ligger Aalborg Teater, der af sit navn, kvarteret består af gamle ejendomme, gader og Budolfi Plads, som fra 2014 skal igennem en byomdannelse, som bl.a. omfatter, at Algade forlænges som gågade til Budolfi Plads.[kilde mangler]

## Eksterne Henvisninger
- Aalborg City forening

## Fodnoter
1. ↑  Folketal 2020 i bydele Arkiveret 14. marts 2021 hos  Wayback Machine. Arkiveret 10. marts 2021 hos Wayback Machine. Aalborg Kommune. Hentet 10-03-2021.